# Rathaus (Oberglogau)

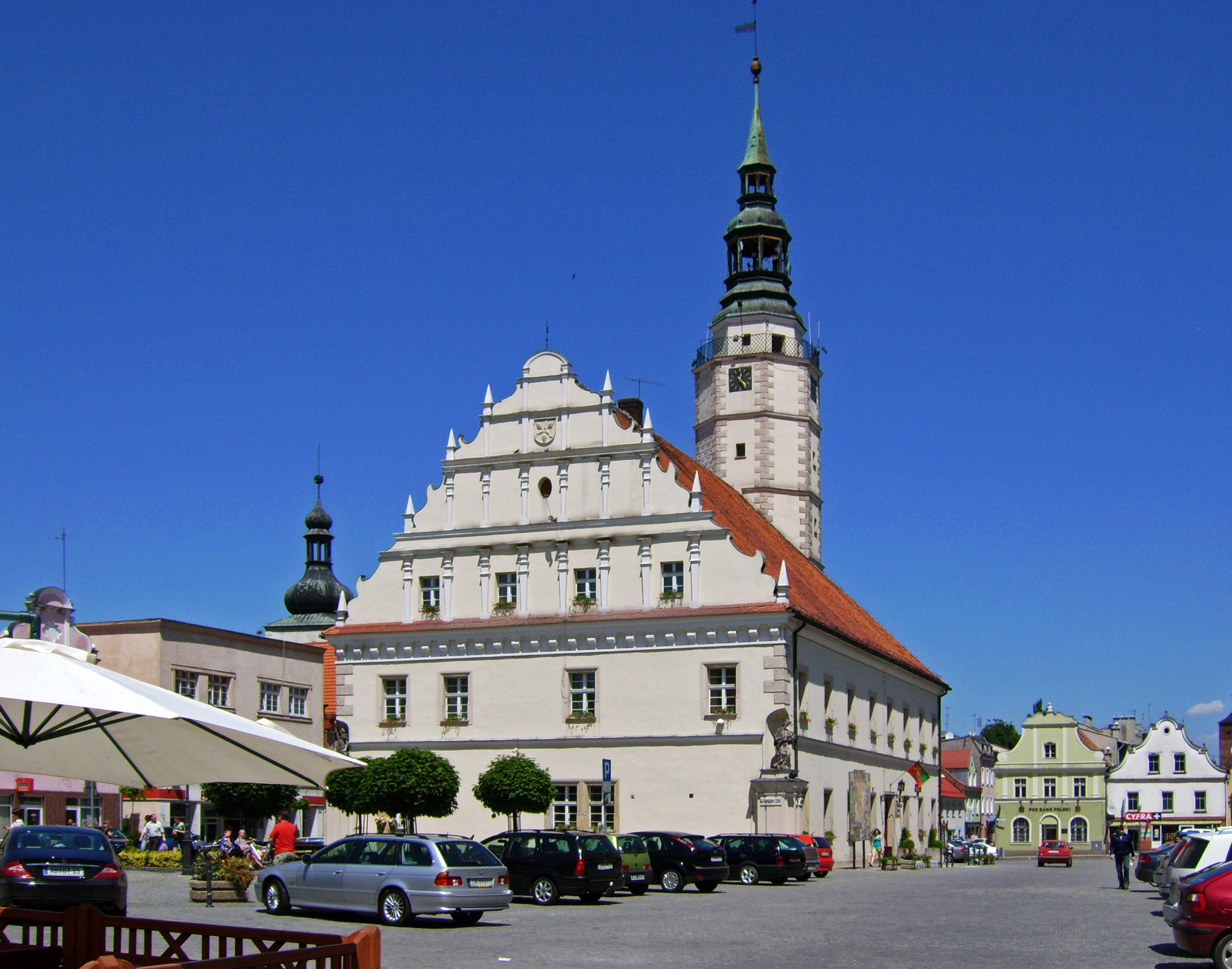
Der Ring mit Rathaus

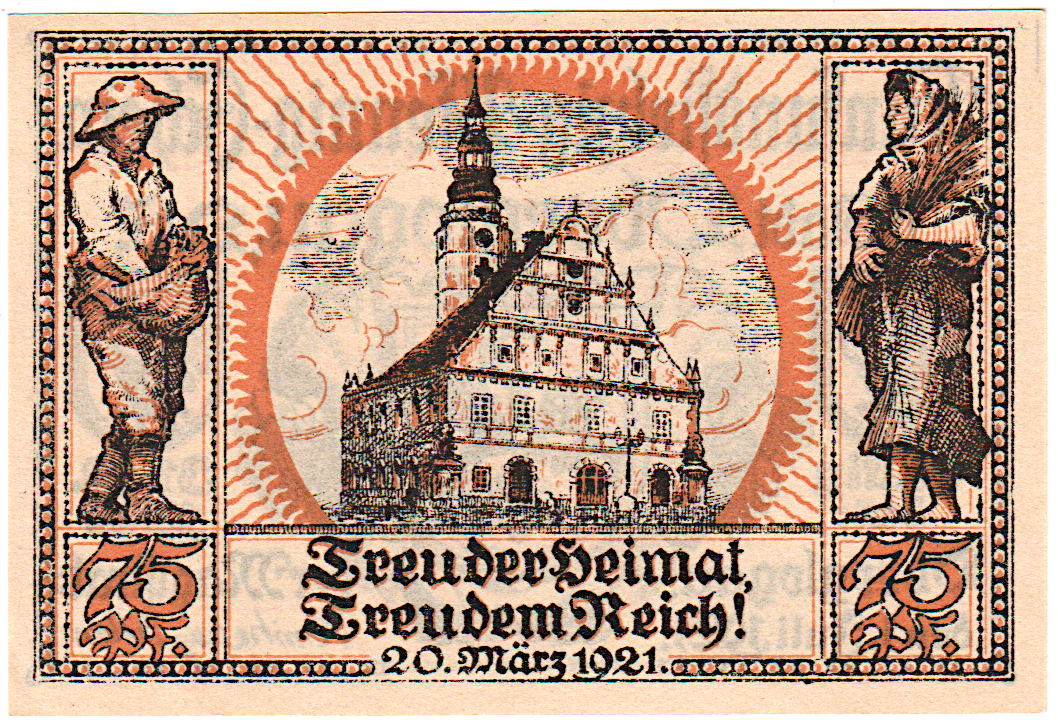
Das Rathaus Oberglogau auf einem Notgeldscheinen von 1921.

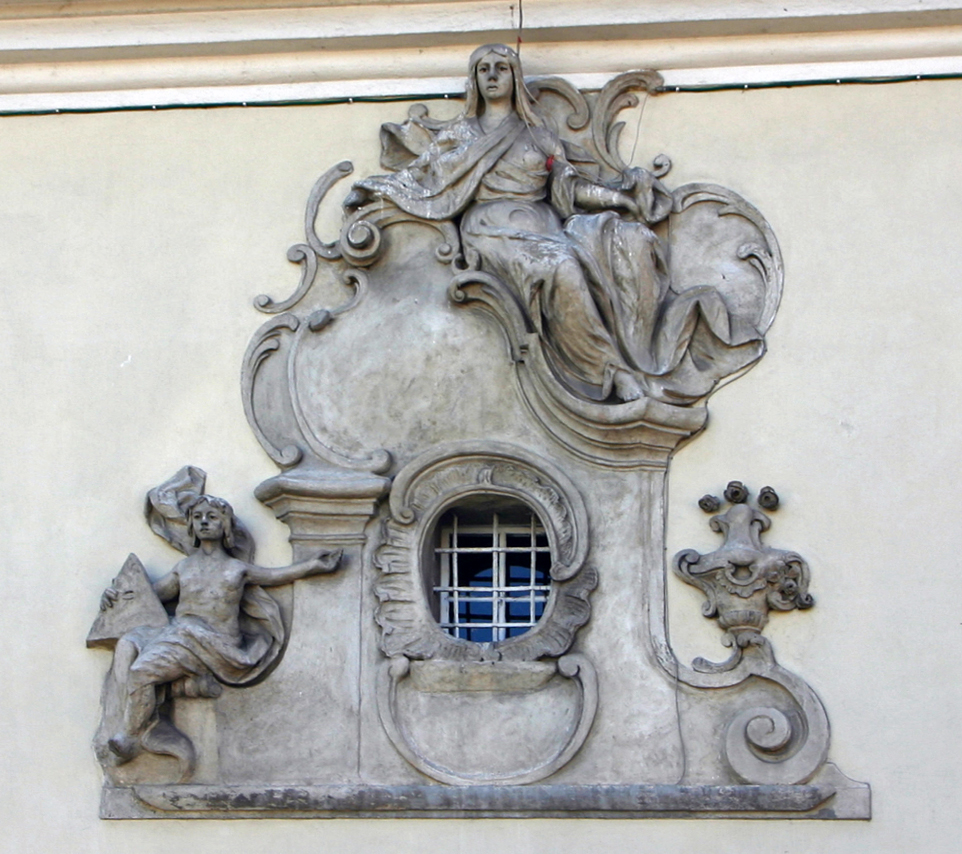
Fassadenschmuck

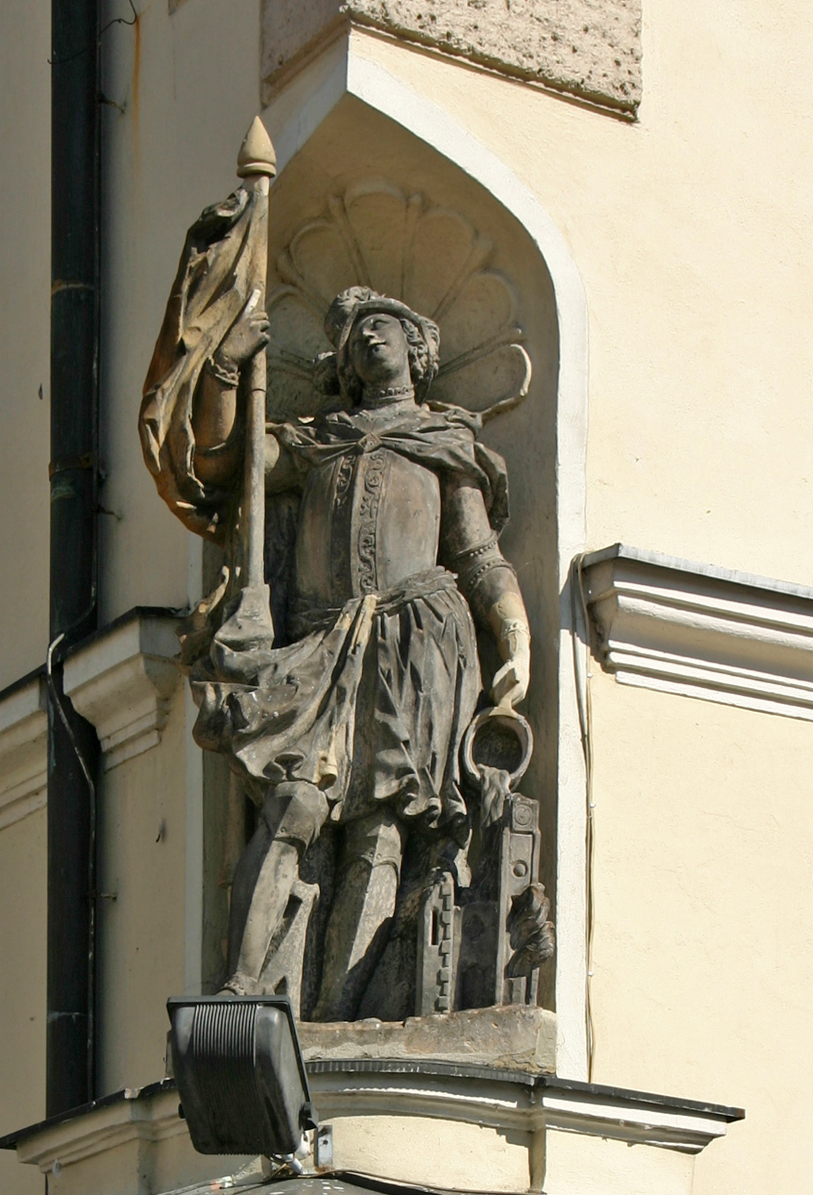
Die Figur des Heiligen Florian

Das Rathaus in Oberglogau (Głogówek) stammt aus dem frühen 17. Jahrhundert. Es befindet sich mittig auf dem Ring, dem zentralen Marktplatz, und ist im Stil der Renaissance gestaltet. An der Nordseite befindet sich ein achteckiger  Turm und an der Südseite besitzt es eine mit Reliefs verzierte Giebelfassade, an der sich unter anderem das Oberglogauer Wappen als Schmuck befindet. An der Fassade befinden sich Skulpturen des Heiligen Florian und des heiligen Johannes von Nepomuk. Das Rathaus ist heute Sitz der Stadt- und Gemeindeverwaltung.

## Geschichte
Das heutige Rathausgebäude und der Rathausturm wurden 1608 errichtet. Sie ersetzten Vorgängerbauten aus dem 14. Jahrhundert. Vom Rathausgebäude sind die gotischen Kellergewölbe erhalten geblieben. Vom Rathausturm aus verkündete einst der Turmwächter mit Hilfe einer Trompete die Stunden und wichtige Ereignisse des Landes. 1625 wurde der Turmknopf abgenommen, welcher durch durchziehende böhmische Soldaten an drei Stellen durchschossen wurde. Darin befanden sich eine Urkunde, die jedoch durch die Witterung vollständig zerstört war, ein goldenes spanisches Kreuz und ein Agnus Dei. Es wurde ein neuer Turmknopf mit neuen Dokumenten angebracht. 1653 wurde der Turmknopf erneut abgenommen, durch einen Mathes Doloczek aus Böhmen erneut vergoldet und am 3. Februar 1653 wieder angebracht. Weitere Ausbesserungen oder Erneuerungen des Turmknopfes fanden 1683, 1775 und 1818 statt. Am 25. November 1669 wurde die Feuerglocke in einem Dachtürmchen auf der Ostseite aufgehängt. Sie wurde durch den Stadtgießer Johann Brosch gegossen.
1774 wurden die beiden Standbilder aus Stein des Heiligen Nepomuk und des Heiligen Florian an der Südseite der Fassade angebracht. Sie sind das Werk des mährischen Bildhauers Johann Schubert. An der Südseite wurden zwei Freskogemälde von Franz Anton Sebastini angebracht. Eines stellte die Madonna („Muttergottes“) dar, das andere Saturn („Uranus als Gott der Zeit“) mit einer Sonnenuhr. Beide Fresken haben sich nicht erhalten. Im selben Jahr wurde auch das einsturzgefährdete Dach abgebrochen und durch ein neues Dach mit stärkerem Dachgebälk ersetzt. 1775 wurde der Turm renoviert und die Wetterfahne mit einem Stern angebracht, in dem sich das Wappen Oberglogaus und die Jahreszahlen 1608 und 1775 befinden. Bis zum Juli 1836 richteten die Protestanten von Oberglogau im zweiten Stockwerk des Rathauses ihren Gottesdienst aus. Danach zogen sie in die Hospitalkirche um. Das Land- und Stadtgericht Oberglogau nutzte das Rathaus als Dienstsitz.
1915 berichtete der Provinzial-Konservator der Kunstdenkmäler der Provinz Schlesien, dass die Stadt Oberglogau das Rathaus erweitern wollte, um das Amtsgericht Oberglogau im Rathaus mit unterbringen zu können. Das Gutachten zur Vergrößerung des Rathauses war ablehnend. 1942 wurde der Saal mit sieben Fresken von Albert Hellmann ausgemalt, die Motive aus der Geschichte der Stadt Oberglogau zeigen. 1945 wurde das Rathaus bei Angriffen durch die Rote Armee teilweise beschädigt. Von 1955 bis 1957 wurde es wiederaufgebaut.